# Eveline Peleman
Eveline Peleman, née le 25 janvier 1993 à Gand, est une rameuse d'aviron belge.

## Carrière
Eveline Peleman remporte la médaille d'or en skiff poids légers aux Championnats du monde d'aviron 2014.